# Trichogramma inyoense
Trichogramma inyoense is een vliesvleugelig insect uit de familie Trichogrammatidae. De wetenschappelijke naam is voor het eerst geldig gepubliceerd in 1985 door Pinto & Oatman.